# Maurice Van Herreweghe
Maurice Ivo Van Herreweghe (Kluizen, 11 augustus 1923 - Gent, 12 november 1988) was een Belgisch volksvertegenwoordiger en senator.

## Levensloop
Hij was een zoon van Leo Van Herreweghe en van Elodie Roegiest. Hij trouwde in 1944 in Gent en het echtpaar had vijf kinderen.
Hij doorliep de moderne humaniora aan het Sint-Gregoriuscollege in Ledeberg en was er lid van de KSA. Daarop volgde hij in 1963-1964 een cursus perswetenschappen aan de universiteit van Gent.
Hij werd van 1942 tot 1946 bediende bij de Kredietbank in Gent en was van 1946 tot 1965 journalist bij Het Volk te Gent. Ook was hij ondervoorzitter van de personeelsvereniging bij Het Volk.
In 1946 werd hij lid van het ACV/LBC en lid van het hoofdbestuur van het ACW Gent en syndicaal afgevaardigde en lid van de ondernemingsraad van Het Volk. Van 1974 tot 1988 was Van Herreweghe voorzitter van het ACW-verbond van het arrondissement Gent-Eeklo
Van Herreweghe was afdelingssecretaris en ondervoorzitter van de CVP Gent en lid van het arrondissementeel hoofdbestuur van de CVP Gent-Eeklo. Van 1959 tot 1982 was hij gemeenteraadslid van Gent en van 1958 tot 1964 was hij provincieraadslid van Oost-Vlaanderen. Bij de gemeenteraadsverkiezingen van oktober 1982 werd Van Herreweghe door het partijbestuur van de Gentse CVP voorgedragen als lijsttrekker en kandidaat-burgemeester voor de partij, maar in een poll die lijst definitief moest bekrachtigen werd Van Herreweghe door de partijleden opzijgeschoven als lijsttrekker ten voordele van Jacques Monsaert. Hij besloot zich vervolgens niet meer kandidaat te stellen  en na de gemeenteraadsverkiezingen van 1982 verliet Van Herreweghe de lokale politiek.
In januari 1964 volgde hij de overleden Paul Eeckman op als lid van de Kamer van volksvertegenwoordigers voor het arrondissement Gent-Eeklo en vervulde dit mandaat tot in 1977. Hij was vervolgens van 1977 tot 1985 lid van de Senaat als rechtstreeks gekozen senator voor hetzelfde arrondissement. In de periode december 1971-oktober 1980 zetelde hij als gevolg van het toen bestaande dubbelmandaat ook in de Cultuurraad voor de Nederlandse Cultuurgemeenschap, die op 7 december 1971 werd geïnstalleerd. Vanaf 21 oktober 1980 tot oktober 1985 was hij lid van de Vlaamse Raad, de opvolger van de Cultuurraad en de voorloper van het huidige Vlaams Parlement.